# Passalus chechai
Passalus chechai (лат.) — вид сахарных жуков рода Passalus из семейства пассалиды (Passalidae). Неотропика (Колумбия). Назван в честь г-на Сезара «Чеча» Переса (Cesar «Checha» Pérez), энтузиаста-любителя, коллекционирующего пассалид на Карибском побережье Колумбии.
Крупного размера жуки, которые имеют длину около 3 см, буровато-чёрные, блестящие. Гемибрахиптеровидные. Лицо широкое, передний лобный край прямой, без срединной выемки и вторичных медиально-фронтальных бугорков. Центральный бугорок широкий в основании, без борозды в задней части, вершина свободная, почти достигает переднего края лобной кости. Медиальный базальный ментум импунктатный и голый. Простернеллюм ромбовидный, непрозрачный в области между прококсами, без продольной бороздки. Переднелатеральная часть метастернума и латеральная ямка опушены, опушение доходит до заднего края латеральной ямки. Метастернальный диск без пунктировки, ограничен многочисленными точками сзади. Плечевые части опушены, надкрылья голые.  Клипеус скрыт под лицевым склеритом. Фронтоклипеус отсутствует.